# Pièce de 100 francs André Malraux
Pour les articles homonymes, voir 100 francs.
La pièce de 100 francs français d'André Malraux est émise en 1997 à l'occasion du transfert de ses cendres au Panthéon.
Sur l'avers se trouve un portrait d'André Malraux, gravé par Pierre Rodier.

## Frappes
| Millésime | Tirage  | Remarques       |
| --------- | ------- | --------------- |
| 1997      | 1 850   | essai           |
| 1997      | 496 913 | frappe courante |